# 科学ジャーナリズム
科学ジャーナリズム（かがくジャーナリズム）は、ジャーナリズムの一分野であり科学に関する話題を市民に伝達する役割を担う。マスメディアを通じて科学的知識を市民に伝達するためには、科学コミュニティとマスメディアとの間に特別な関係を必要とするが、この関係はまだ始まったばかりである。

## 科学ジャーナリズムの目的
科学ジャーナリストの主な役割は、科学者によってもたらされた専門的で非常に詳細な情報（しばしば専門用語を伴う）を、平均的な情報消費者が理解できる形に翻訳することである。その際、情報の正確さを犠牲にしてはならない。
科学ジャーナリストは、自らが報道に携わる科学分野を専門的に学んでいない場合が多い。彼らの中には、ジャーナリストになる前に何らかの科学分野に関する学位を修得している者もいれば、科学記事を書くことによって自らの能力を示す者もいる。

## 科学ジャーナリズムの増加
近年、科学報道の数が急速に増加しつつある。これは、社会の中で科学がますます中心的な役割を担うようになってきたためであり、また科学コミュニティとマスメディアの関係がますます強まってきたことも一因となっている。科学とメディアという現代社会を支える2本の「柱」の方法論の違い（とりわけ現実に対する視点の違い）が両者の歩み寄りを妨げてきた。すなわちジャーナリズムは扇情的な題材や憶測へ強く偏る傾向があるが、科学は事実と実測を重視する。

## 科学ジャーナリズムへの批判
科学ジャーナリストは、不正確な科学ニュースを報道するとして常に批判を受けてきた。このような不正確な報道は非常にしばしば見られ、（例えば気候変動報道の際に行われたように）科学コミュニティ内における反対派が、実際よりも遥かに有力であるかのような印象を与える。科学は実験的に得られたエビデンスとテスト・メソッドに基づくものであり、信条に基づくものではない。また科学において議論は通常の行為である。

## 参考資料
1. ↑  Peter T. Doran; Maggie Kendall Zimmerman (2000). “Examining the Scientific Consensus on Climate Change”. Eos, Transactions American Geophysical Union 90 (3):  22-23. doi:10.1029/2009EO030002.
2. ↑  Bad science （英語） - The Guardian